# Ваборбактам
Ваборбактам — лекарственное средство подавляющее действие β-лактамазы.
Используется в комбинации с другими антибиотиками:
- Меропенем (Vabomere) — одобрен в США в 2017 году как лекарственное средство для лечения сложных инфекций мочевыводящих путей и пиелонефрита.[1][2]

## Механизм действия
Ингибитор β-лактамазы. Защищает меропенем от воздействия карбапенемазы, вырабатываемой Klebsiella pneumoniae.